# Чатгем (Массачусетс)
Чатгем (англ. Chatham) — місто (англ. town) в США, в окрузі Барнстебел штату Массачусетс. Населення — 6594 особи (2020).

### Клімат
| Клімат : Чатгем              | Клімат : Чатгем | Клімат : Чатгем | Клімат : Чатгем | Клімат : Чатгем | Клімат : Чатгем | Клімат : Чатгем | Клімат : Чатгем | Клімат : Чатгем | Клімат : Чатгем | Клімат : Чатгем | Клімат : Чатгем | Клімат : Чатгем | Клімат : Чатгем |
| Показник                     | Січ.            | Лют.            | Бер.            | Квіт.           | Трав.           | Черв.           | Лип.            | Серп.           | Вер.            | Жовт.           | Лист.           | Груд.           | Рік             |
| Середній максимум, °C        | 3,3             | 4,0             | 6,7             | 11,1            | 16,1            | 20,7            | 24,4            | 24,4            | 21,1            | 15,5            | 11,2            | 6,5             | 13,8            |
| Середня температура, °C      | −0,3            | 0,3             | 3,1             | 7,5             | 12,4            | 17,3            | 20,9            | 20,9            | 17,6            | 12,2            | 7,8             | 2,9             | 10,3            |
| Середній мінімум, °C         | −3,9            | −3,3            | −0,6            | 3,9             | 8,7             | 13,9            | 17,5            | 17,5            | 14,2            | 8,8             | 4,4             | −0,7            | 6,7             |
| Норма опадів, мм             | 97              | 97              | 118             | 113             | 92              | 91              | 77              | 88              | 93              | 92              | 99              | 101             | 1158            |
| Вологість повітря, %         | 72.6            | 70.9            | 68.6            | 71.4            | 73.7            | 78.5            | 81.0            | 80.1            | 79.1            | 76.3            | 72.4            | 71.1            | 74.7            |
| ---------------------------- | --------------- | --------------- | --------------- | --------------- | --------------- | --------------- | --------------- | --------------- | --------------- | --------------- | --------------- | --------------- | --------------- |
| Джерело: PRISM Climate Group |                 |                 |                 |                 |                 |                 |                 |                 |                 |                 |                 |                 |                 |

## Демографія
Згідно з переписом 2010 року, у місті мешкало 6125 осіб у 3085 домогосподарствах у складі 1776 родин. Було 7343 помешкання
Расовий склад населення:
| - 96,1 % — білих - 1,4 % — чорних або афроамериканців - 0,6 % — азіатів - 0,3 % — корінних американців |

До двох чи більше рас належало 1,0 %. Частка іспаномовних становила 1,8 % від усіх жителів.
За віковим діапазоном населення розподілялося таким чином: 12,2 % — особи молодші 18 років, 50,1 % — особи у віці 18—64 років, 37,7 % — особи у віці 65 років та старші. Медіана віку мешканця становила 58,9 року. На 100 осіб жіночої статі у місті припадало 89,9 чоловіків;  на 100 жінок у віці від 18 років та старших — 87,4 чоловіків також старших 18 років.
Середній дохід на одне домашнє господарство  становив 118 650 доларів США (медіана — 74 875), а середній дохід на одну сім'ю — 152 377 доларів (медіана — 94 917). Медіана доходів становила 65 647 доларів для чоловіків та 47 394 долари для жінок. За межею бідності перебувало 9,5 % осіб, у тому числі 21,5 % дітей у віці до 18 років та 4,0 % осіб у віці 65 років та старших.
Цивільне працевлаштоване населення становило 2705 осіб. Основні галузі зайнятості: освіта, охорона здоров'я та соціальна допомога — 23,0 %, роздрібна торгівля — 17,4 %, науковці, спеціалісти, менеджери — 12,1 %, мистецтво, розваги та відпочинок — 9,4 %.